# 小行星5505
小行星5505（5505 Rundetaarn）是一颗围绕太阳公转的小行星。1986年11月6日，波爾·延森在霍尔拜克发现了此天体。
这颗小行星的绝对星等为57.18510385406569等。